# 아메바컬쳐의 음반
이 부분의 본문은 아메바컬쳐에서 발매한 음반 목록이다.

## 2000년대
- 2006년 12월 27일 0CD - Humanism
- 2007년 5월 31일 다이나믹 듀오 - Enlightened[1]
- 2007년 6월 23일 다이나믹 듀오 - [Digital Single] 동전 한 닢 리믹스
- 2007년 10월 25일 다이나믹 듀오 - Heartbreaker
- 2007년 11월 4일 사이먼 도미닉 - [Digital Single] Lonely Night
- 2008년 3월 20일 프라이머리 - Back Again[2]
- 2008년 6월 4일 사이먼 도미닉 - I Just Wanna Rhyme Vol.1
- 2008년 8월 21일 다이나믹 듀오 - Last Days
- 2008년 10월 7일 TBNY - HI (Side-A)
- 2008년 11월 10일 다이나믹 듀오 - [Digital Single] Newways Always (GONE)
- 2008년 12월 12일 Ra.D - Realcollabo
- 2009년 2월 24일 다이나믹 듀오 - [Digital Single] Ballad for Fallen Soul Part.1
- 2009년 7월 14일 슈프림팀 - Supreme Team Guide to Excellent Adventure
- 2009년 7월 15일 Ra.D - Realcollabo + RMX
- 2009년 7월 22일 플래닛 쉬버 - Remixing The Human Soul[3]
- 2009년 9월 24일 다이나믹 듀오 - [Digital Single] Triple Dynamite (0CD VS Gaeko)
- 2009년 10월 7일 다이나믹 듀오 - Band Of Dynamic Brothers
- 2009년 10월 23일 0CD - [Digital Single] Anatomy:Surface
- 2009년 12월 9일 플래닛 쉬버 - Momentum

## 2010년대
- 2010년 3월 18일 슈프림팀 - Supremier
- 2010년 6월 3일 슈프림팀 - Spin Off
- 2010년 8월 26일 리듬파워 - 리듬파워
- 2010년 9월 6일 슈프림팀 - [Digital Single] 왜[4]
- 2010년 10월 1일 슈프림팀 - Ames Room[5]
- 2010년 10월 15일 슈프림팀 - [Digital Single] 신승훈 20th Anniversary With 슈프림팀 Vol. 2
- 2010년 12월 13일 얀키 - The Wind Breaker
- 2011년 1월 4일 슈프림팀 - Get Ready (아테나-전쟁의 여신 OST)[6]
- 2011년 2월 22일 얀키 - Lost In Memories
- 2011년 4월 15일 슈프림팀 - [Digital Single] Hommage to Quincy Jones
- 2011년 4월 27일 프라이머리 - Primary And The Messengers LP
- 2011년 4월 29일 자이언티 - [Digital Single] Click Me
- 2011년 5월 26일 보이비 - [Digital Single] 안생겨요[7]
- 2011년 6월 23일 플래닛 쉬버 - Twilight Zone
- 2011년 7월 11일 0CD - [Digital Single] Fly + Woo - Gi = Tape
- 2011년 9월 5일 사이먼 도미닉 - [Digital Single] 히어로
- 2011년 9월 21일 사이먼 도미닉 - [Digital Single] Stay Cool
- 2011년 10월 7일 사이먼 도미닉 - [[Simon Dominic Presents 'SNL LEAGUE BEGINS'
- 2011년 11월 18일 다이나믹 듀오 - DYNAMICDUO 6th DIGILOG 1/2
- 2011년 11월 25일 다이나믹 듀오 - DYNAMICDUO 6th DIGILOG 1/2
- 2012년 1월 4일 다이나믹 듀오 - DYNAMICDUO 6th DIGILOG 2/2
- 2012년 3월 7일 프라이머리 - [Digital Single] 자니
- 2012년 3월 30일 사이먼 도미닉 - [Digital Single] 여섯시 반[8]
- 2012년 4월 4일 프라이머리 - Primary And The Messengers Part.2
- 2012년 4월 26일 프라이머리 - Primary And The Messengers Part.3
- 2012년 5월 3일 리듬파워 - [Digital Single] 리듬파워
- 2012년 5월 31일 프라이머리 - Primary And The Messengers Part.4
- 2012년 7월 5일 리듬파워 - 누구 하나 빠짐없이 잘생겼다 리듬파워
- 2012년 7월 13일 자이언티 - WE LOVE TAPSONIC Part.5[9]
- 2012년 8월 16일 리듬파워 - [Digital Single] MM Choice Part 3[10]
- 2012년 10월 8일 제이통 - 모히칸과 맨발
- 2012년 10월 31일 프라이머리 - Primary And The Messengers LP
- 2012년 12월 7일 크러쉬 - [Digital Single] Red Dress
- 2012년 12월 12일 다이나믹 듀오,사이먼 도미닉,프라이머리 - [Digital Single] 난리good!!! (AIR)
- 2013년 2월 14일 크러쉬 - [Digital Single] Crush On You
- 2013년 2월 19일 개코 - [Digital Single] GAEKO ATTIC`s 1st PIECE
- 2013년 2월 28일 얀키 - [Digital Single] Yankie Proverbs Chapter 1
- 2013년 3월 6일 자이언티 - [Digital Single] 뻔한 멜로디
- 2013년 3월 19일 슈프림팀 - [Digital Single] Thanks 4 The Wait
- 2013년 4월 1일 최자 - [Digital Single] Traveler
- 2013년 4월 9일 자이언티 - Red Light
- 2013년 5월 29일 필터 - [Digital Single] Philtre : Scene # 1
- 2013년 7월 1일 다이나믹 듀오 - Luckynumbers
- 2013년 7월 23일 크러쉬 - [Digital Single] 어디 갈래[11]
- 2013년 10월 14일 리듬파워 - THE TRIO - STAGE ONE
- 2013년 12월 19일 자이언티 - 미러볼
- 2014년 1월 23일 리듬파워 - 월미도의 개들
- 2014년 3월 13일 필터 - [Digital Single] Philtre : Scene # 2
- 2014년 4월 2일 크러쉬 - [Digital Single] 가끔
- 2014년 6월 5일 크러쉬 - Crush On You
- 2014년 6월 17일 다이나믹 듀오 - [Digital Single] CustoMIC Prologue[12]
- 2014년 7월 3일 플래닛 쉬버 - [Digital Single] SIN
- 2014년 7월 16일 다이나믹 듀오 - [Digital Single] A Giant Step[13]
- 2014년 8월 6일 크러쉬 - 괜찮아 사랑이야 OST Part.3
- 2014년 9월 22일 자이언티 - [Digital Single] 양화대교
- 2014년 10월 16일 개코 - Redingray
- 2014년 10월 30일 크러쉬 - [Digital Single] SOFA
- 2014년 12월 5일 다이나믹 듀오 - [Digital Single] 싱숭생숭 (SsSs)[14]
- 2014년 12월 24일 자이언티 - 피노키오 OST Part.6
- 2015년 1월 22일 개코,얀키 - [Digital Single] Cheers
- 2015년 2월 2일 자이언티,크러쉬 - [Digital Single] Young
- 2015년 3월 10일 플래닛 쉬버 - [Digital Single] Rainbow
- 2015년 3월 23일 자이언티 - [Digital Single] 강승원 1집 만들기 프로젝트 Part.3:무중력
- 2015년 3월 24일 프라이머리 - Lucky You![15]
- 2015년 4월 9일 프라이머리 - [Digital Single] 2-1[16]
- 2015년 5월 19일 자이언티 - [Digital Single] Eat
- 2015년 5월 27일 얀키 - Andre
- 2015년 6월 5일 프라이머리 - [Digital Single] 2-2[17]
- 2015년 7월 9일 크러쉬 - [Digital Single] Oasis
- 2015년 7월 24일 프라이머리 - [Digital Single] 2-3[18]
- 2015년 7월 25일 지구인 - 쇼미더머니 4 Episode 1[19]
- 2015년 8월 12일 프라이머리 - 2
- 2015년 8월 25일 행주 - BestDriver
- 2015년 9월 7일 지구인 - 쇼미더머니 4 Part.7[20]
- 2015년 9월 23일 자이언티 - [Digital Single] 너와 나[21]
- 2015년 10월 12일 자이언티 - [Digital Single] No Make Up
- 2015년 10월 28일 다이나믹 듀오 - [Digital Single] 투유 프로젝트 - 슈가맨 Part.2
- 2015년 11월 4일 크러쉬 - [Digital Single] 투유 프로젝트 - 슈가맨 Part.3[22]
- 2015년 11월 17일 다이나믹 듀오 - Grand Carnival
- 2016년 1월 22일 크러쉬 - [Digital Single] 잊어버리지마
- 2016년 5월 4일 크러쉬 - Interlude
- 2016년 5월 12일 개코 - 딴따라 OST Part.5
- 2016년 5월 13일 지구인 - [Digital Single] CinemaKid E01
- 2016년 6월 18일 보이비 - 쇼미더머니 5 Episode 1[23]
- 2016년 7월 2일 보이비 - 쇼미더머니 5 Episode 3[24]
- 2016년 7월 16일 보이비 - 쇼미더머니 5 Episode 5[25]
- 2016년 7월 16일 얀키 - [Digital Single] OVERWATCH
- 2016년 7월 22일 다이나믹 듀오,프라이머리,보이비,크러쉬 - [Digital Single] highfiVe
- 2016년 8월 24일 크러쉬 - [Digital Single] Skip[26]
- 2016년 10월 14일 크러쉬 - Wonderlust
- 2016년 11월 22일 다이나믹 듀오 - 마음의 소리 OST Part.4
- 2016년 12월 17일 크러쉬 - 도깨비 OST Part.4
- 2017년 1월 24일 다이나믹 듀오 - [Digital Single] Mixxxture Project Vol.1[27]
- 2017년 2월 7일 리듬파워 - [Digital Single] 방사능
- 2017년 3월 28일 DJ Friz - [Digital Single] The Record Vol.R
- 2017년 4월 5일 개코 - [Digital Single] 코끼리
- 2017년 4월 25일 보이비 - Night Vibe
- 2017년 6월 30일 크러쉬 - [Digital Single] Outside
- 2017년 8월 4일 프라이머리 - 신인류
- 2017년 8월 5일 행주 - 쇼미더머니 6 Episode 1[28]
- 2017년 8월 19일 행주 - 쇼미더머니 6 Episode 3[29]
- 2017년 8월 26일 행주 - 쇼미더머니 6 Episode 4[30]
- 2017년 8월 30일 프라이머리 - Pop
- 2017년 9월 1일 크러쉬 - [Digital Single] 마지막 축제
- 2017년 9월 2일 행주 - 쇼미더머니 6 Episode 5[31]
- 2017년 9월 7일 보이비 - [Digital Single] Reborn[32]
- 2017년 10월 12일 핫펠트 - [Digital Single] MEiNE
- 2017년 11월 22일 리듬파워 - [Digital Single] 동성로
- 2017년 12월 19일 크러쉬 - [Digital Single] 내 편이 돼줘
- 2018년 1월 18일 리듬파워 - 슬기로운 감빵생활 OST Part.10
- 2018년 2월 7일 다이나믹 듀오 - [Digital Single] 봉제선
- 2018년 2월 28일 DJ Friz - [Digital Single] The Record Vol.D
- 2018년 3월 10일 리듬파워 - 건반 위의 하이에나 Part.1[33]
- 2018년 4월 3일 프라이머리 - [Digital Single] Do Worry Be Happy[34]
- 2018년 4월 18일 핫펠트 - [Digital Single] Deine
- 2018년 5월 3일 크러쉬 - [Digital Single] 잊을만하면
- 2018년 5월 23일 크러쉬 - [Digital Single] 덕후의 상상은 현실이 된다 Special
- 2018년 6월 20일 얀키, Jeian - 11516
- 2018년 7월 2일 행주 - 검법남녀 OST Part.6[35]
- 2018년 7월 13일 크러쉬 - Wonderlost
- 2018년 7월 20일 최자 - [Digital Single] Hit!![36]
- 2018년 7월 25일 보이비 - [Digital Single] 네이마르
- 2018년 8월 9일 최자 - 2018 월간 윤종신 8월호[37]
- 2018년 8월 21일 개코 - [Digital Single] Vacation
- 2018년 10월 2일 행주 - [Digital Single] Drive Thru
- 2018년 10월 17일 크러쉬 - [Digital Single] 넌 (none)
- 2018년 11월 12일 다이나믹 듀오 - [Digital Single] 북향
- 2019년 2월 22일 지구인 - B Movie
- 2019년 3월 8일 리듬파워 - 킬빌 3rd Stage[38]
- 2019년 3월 15일 리듬파워 - 킬빌 Semi Final[39]
- 2019년 3월 20일 THAMA - Pre
- 2019년 3월 22일 리듬파워 - 킬빌 Final[40]
- 2019년 5월 7일 김선재 - Poor Boy
- 2019년 6월 26일 SOLE - How We Live
- 2019년 7월 9일 행주 - [Digital Single] Cart[41]
- 2019년 8월 1일 핫펠트 - [Digital Single] Happy Now
- 2019년 8월 7일 다이나믹 듀오 - [Digtial Single] Blue[42]
- 2019년 9월 24일 리듬파워 - Project A
- 2019년 11월 8일 프라이머리 - [Digital Single] 3-PAKTORY01
- 2019년 11월 26일 다이나믹 듀오 - OFF DUTY
- 2019년 12월 10일 프라이머리 - [Digital Single] 3-PAKTORY02

## 2020년대
- 2020년 1월 23일 다이나믹 듀오 - [Digital Single] 혼자[27]
- 2020년 2월 25일 개코 - [Digital Single] 바빠서
- 2020년 3월 15일 행주 - [Digital Single] A Drive_File 01
- 2020년 3월 21일 얀키 - 너희가 힙합을 아느냐 Episode 3
- 2020년 4월 23일 핫펠트 - 1719
- 2020년 5월 4일 김선재 - [Digital Single] A Drive_File 02
- 2020년 5월 15일 개코 - 더 킹 : 영원의 군주 OST Part.9[43]
- 2020년 5월 18일 SOLE - [Digital Single] haPPiness
- 2020년 5월 28일 개코 - [Digital Single] Pass Out[44]
- 2020년 6월 24일 THAMA - [Digital Single] Do It For Love
- 2020년 7월 30일 김선재 - [Digital Single] Wallflower[45]
- 2020년 8월 13일 THAMA - [Digital Single] LAND[46]
- 2020년 8월 27일 SOLE - [Digital Single] 음음[47]
- 2020년 9월 10일 핫펠트 - [Digital Single] THEN TO NOW[48]
- 2020년 9월 12일 최자 - [Digital Single] [Vol.67] 유희열의 스케치북 : 마흔한 번째 목소리 ‘유스케 X 최자’
- 2020년 9월 24일 아메바컬쳐 - Amoeba Culture Presents "THEN TO NOW"[49]
- 2020년 10월 8일 다이나믹 듀오,핫펠트,선재,THAMA,SOLE - [Digital Single] 나 오늘[50]
- 2020년 10월 17일 SOLE - 트웬티트웬티 Part.3
- 2020년 10월 28일 SOLE,THAMA - [Digital Single] Google Map with KozyPop
- 2020년 11월 3일 다이나믹 듀오 - [Digital Single] Soon
- 2020년 11월 5일 SOLE,THAMA - [Digital Single] Automatic Remix[51]
- 2021년 2월 4일 개코 - [Digital Single] 마음이 그래[52]
- 2021년 2월 8일 최자 - [Digital Single] 끌어안아[53]
- 2021년 2월 22일 허성현 - [Digital Single] Uh-Uh
- 2021년 4월 10일 SOLE - [Digital Single] 넘어와 (바니와 오빠들 X 유승우, SOLE (쏠))[54]
- 2021년 5월 17일 허성현 - [Digital Single] Business Boy
- 2021년 6월 23일 SOLE - [Digital Single] 왜
- 2021년 7월 10일 다이나믹 듀오,THAMA,SOLE - [Digital Single] 더 플레이리스트 Part.1
- 2021년 7월 14일 핫펠트 - [Digital Single] Summertime
- 2021년 7월 28일 SOLE - [Digital Single] 곁에 있어줘
- 2021년 8월 11일 김선재 - Born To Be Cool
- 2021년 8월 14일 개코 - [Digital Single] Fast (스터디그룹 X 개코, 쿠기 (Coogie))[55]
- 2021년 9월 18일 SOLE - [Digital Single] HANG OUT : HIPHOPPLAYA COMPILATION ALBUM 2021 Part.7
- 2021년 9월 28일 THAMA - Don't Die Colors
- 2021년 10월 20일 허성현 - [Digital Single] MBT
- 2021년 10월 23일 개코 - [Digital Single] 논해
- 2021년 10월 26일 SOLE - [Digital Single] 선물
- 2021년 11월 6일 개코 - 쇼미더머니 10 Episode 1[56]
- 2021년 12월 8일 개코,SOLE - [Digital Single] B.O.T.B (Best Of The Best)[57]
- 2021년 12월 13일 SOLE - [Digital Single] Merry Merry
- 2022년 1월 11일 개코 - [Digital Single] D.O.P.E[58]
- 2022년 1월 26일 최자 - [Digital Single] Family
- 2022년 2월 25일 최자 - 재호
- 2022년 3월 2일 개코 - [Digital Single] 새벽을 믿지 말자[59]
- 2022년 3월 13일 개코 - [Digital Single] PEP[60]
- 2022년 3월 25일 THAMA - [Digital Single] Ooh Ooh
- 2022년 3월 30일 김선재 - [Digital Single] 날
- 2022년 4월 19일 핫펠트 - [Digital Single] LEFT
- 2022년 4월 29일 허성현 - [Digital Single] Come Upright with KozyPop (위드코지팝 X 허성현, Khundi Panda, Viann)[61]
- 2022년 5월 3일 개코 - [Digital Single] 눈에 넣어도[62]
- 2022년 6월 11일 SOLE - 서울체크인 OST Part.8
- 2022년 6월 29일 허성현 - [Digital Single] DDKD
- 2022년 7월 7일 허성현 - 926
- 2022년 8월 6일 THAMA - Listen-Up(리슨업) EP.2[63]
- 2022년 8월 8일 김선재 - [Digital Single] Sool
- 2022년 8월 27일 허성현 - Listen-Up(리슨업) EP.5 [64]
- 2022년 9월 8일 SOLE - [Digital Single] 머물러 있는 것 또한 아름다울 수 있는 건[65]
- 2022년 9월 16일 SOLE - Imagine Club
- 2022년 9월 25일 THAMA - [Digital Single] Complicated Needles
- 2022년 10월 2일 SOLE - 작은 아씨들 OST Part.2
- 2022년 10월 4일 다이나믹 듀오 - [Digital Single] 시간아 멈춰
- 2022년 11월 5일 SOLE - [Digital Single] 히든싱어7 - Episode. 12
- 2022년 12월 5일 선재 - [Digital Single] Bind
- 2022년 12월 16일 4FIRE - [Digital Single] 우리의 계절
- 2022년 12월 17일 허성현 - 쇼미더머니 11 Episode 3[66]
- 2022년 12월 24일 허성현 - 쇼미더머니 11 Semi Final[67]
- 2022년 12월 31일 허성현 - 쇼미더머니 11 Final[68]
- 2023년 2월 24일 허성현 - [Digital Single] Midnight Law
- 2023년 4월 13일 SOLE - [Digital Single] Need You[69]
- 2023년 5월 1일 THAMA - [Digital Single] Andrea's Song
- 2023년 5월 21일 THAMA - 구미호뎐 1938 OST Part.3
- 2023년 5월 24일 Padi - [Digital Single] Answer Answer
- 2023년 6월 5일 개코 - [Digital Single] 산 넘어 산[70]
- 2023년 6월 13일 SOLE - 이로운 사기 OST Part.2
- 2023년 6월 23일 다이다믹 듀오 - [Digital Single] 2 Kids On The Block - Part.1
- 2023년 8월 28일 다이다믹 듀오 - [Digital Single] 2 Kids On The Block - Part.2
- 2023년 8월 30일 SOLE - [Digital Single] Different Hearts[71]
- 2023년 9월 14일 허성현 - Voice tool tip.txt
- 2023년 9월 18일 SOLE - A Love Supreme
- 2023년 11월 2일 다이나믹 듀오 - [Digital Single] Smoke Remix[72]
- 2023년 11월 8일 SOLE - [Digital Single] 비가와 (베일드뮤지션 X SOLE (쏠) with 어방동)
- 2023년 11월 16일 THAMA - WOOOF!
- 2024년 1월 16일 THAMA - 남과여 OST Part.2
- 2024년 1월 29일 허성현 - [Digital Single] 월간 AP - 2024년 1월[73]
- 2024년 3월 28일 다이나믹 듀오 - 2 Kids On The Block
- 2024년 5월 29일 허성현 - [Digital Single] 순애
- 2024년 8월 9일 SOLE - Time Machine
- 2024년 9월 4일 SOLE - 내 이름은 김삼순 2024 OST - Wavve 뉴클래식 프로젝트[74]
- 2024년 9월 6일 THAMA - [Digital Single] Mileage
- 2024년 10월 13일 SOLE - [Digital Single] VINYARD
- 2024년 12월 3일 Padi - [Digital Single] Marshmallow
- 2025년 1월 15일 다이나믹 듀오,거미 - [Digital Single] Take Care
- 2025년 2월 20일 개코 - [Digital Single] 조조비행[75]
- 2025년 4월 24일 허성현 - Voice tool tip.txt 2
- 2025년 4월 29일 THAMA - [Digital Single] 그럼에도 불구하고
- 2025년 6월 10일 거미,SINCE - 월드 오브 스트릿 우먼 파이터(WSWF) Original Vol.2 (계급미션)[76]
- 2025년 8월 8일 개코 - 트라이 OST Part.3
- 2025년 ?월 ?일 거미 - 미정